# Chen Shengyu
El maestro Chen Sheng Yu nació el 23 de noviembre de 1958 en la provincia de Zhejiang, China. Esta región se caracteriza por su gran actividad marcial. A los 8 años se inició en la práctica de las artes marciales Xing-Yi, Nan-Chuan, Pa Kua, Tai-Chi estilo Sun y Tai-Chi estilo Yang, entre otras
A los 16 años conoció a un monje Shaolin apodado "el Monje de Hierro" (Lin Youlong), con quien convivió durante 5 años practicando Shaolin. En 1983 oyó hablar del Maestro Hong Junsheng, un famoso maestro del estilo Chen de Tai-Chi Chuan y decidió viajar a la provincia de Shandong para conocerle y entrenar con él. El Maestro Hong tenía entonces 73 años y regentaba 4 escuelas en China. El maestro Chen practicaba con él al atardecer en el parque de Ta Menfu y por las mañanas con Liu Chengde, uno de sus alumnos más aventajados, en el parque de Pau Tuchan. Muchas veces el entrenamiento se prolongaba hasta 10 horas diarias.Realizó este entrenamiento de manera continua durante 12 años y reconoce a ambos como sus Maestros, quienes además le encomendaron la tarea de preparar a sus compañeros más jóvenes para competir en la modalidad de Tui-shou a nivel nacional. Hay que reseñar que en muchas de estas competiciones, estos alumnos se hicieron con el máximo galardón, la medalla de oro. De este modo la provincia de Shandong incrementó su ya estimable reputación en lo que a su nivel de Artes Marciales se refiere. De forma paralela, el maestro Chen Sheng Yu alcanzó gran popularidad, invitándole en numerosas ocasiones a practicar y exhibir sus técnicas. Como consecuencia, muchos otros Maestros se ofrecieron para darle clase, enriqueciendo así su faceta marcial. No obstante, él nunca abandonó la línea de Hong Jun Sheng.
En 1996 inauguró su propia escuela en Zhejiang, a la que denominó Chengao. Siete años después llegó a España y se estableció en Madrid donde empezó a dar clases en la escuela Fan Xing Ming.En 2004 inició sus clases en las escuelas Juan Carlos Serrato, Tai-Chi Coyrema y Parque del Retiro. Actualmente enseña los estilos Chen, Sun y Yang de Tai-Chi Chuan, así como Pa kua.
En los últimos años el Maestro Chen Sheng Yu ha participado en numerosas exhibiciones de Artes Marciales, e impartido seminarios a maestros de otros estilos (Federación de Karate, Judo... etc). Asimismo, colabora habitualmente con Budo Internacional, donde ha publicado varios artículos, libros y DVD.

## Libros
- Tai-Chi Chen - Yilu. Forma y aplicaciones marciales

## DVD
- Tai Chi Chen Martial Chen
- Tai Chi Chen Pao Chui Er Lu
- Tui Shou

- Datos: Q20014037